# Beauvilliers (Yonne)
Pour les articles homonymes, voir Beauvilliers.
Beauvilliers est une commune française faisant partie du canton de Quarré-les-Tombes, située dans le département de l'Yonne en région Bourgogne-Franche-Comté.

## Géographie
Village construit sur un point très élevé de la région, on y découvre la partie nord-est de la vallée du Serein.

### Villages, hameaux, lieux-dits, et écarts
Hameaux
- Grésigny
- le Moulin Fourneau
- Sully

Lieux-dits
- les Vermisseaux

### Climat
Pour des articles plus généraux, voir Climat de la Bourgogne-Franche-Comté et Climat de l'Yonne.
En 2010, le climat de la commune est de type climat des marges montargnardes, selon une étude du Centre national de la recherche scientifique s'appuyant sur une série de données couvrant la période 1971-2000. En 2020, Météo-France publie une typologie des climats de la France métropolitaine dans laquelle la commune est exposée à un climat océanique altéré et est dans la région climatique  Lorraine, plateau de Langres, Morvan, caractérisée par un hiver rude (1,5 °C), des vents modérés et des brouillards fréquents en automne et hiver. 
Pour la période 1971-2000, la température annuelle moyenne est de 9,9 °C, avec une amplitude thermique annuelle de 15,8 °C. Le cumul annuel moyen de précipitations est de 1 004 mm, avec 13,4 jours de précipitations en janvier et 8,9 jours en juillet. Pour la période 1991-2020, la température moyenne annuelle observée sur la station météorologique de Météo-France la plus proche, « Saint-Léger-Vauban », sur la commune de Saint-Léger-Vauban à 3 km à vol d'oiseau, est de 10,2 °C et le cumul annuel moyen de précipitations est de 1 148,1 mm. 
La température maximale relevée sur cette station est de 40,2 °C, atteinte le 25 juillet 2019 ; la température minimale est de −23,5 °C, atteinte le 9 janvier 1985,,. 
Les paramètres climatiques de la commune ont été estimés pour le milieu du siècle (2041-2070) selon différents scénarios d'émission de gaz à effet de serre à partir des nouvelles projections climatiques de référence DRIAS-2020. Ils sont consultables sur un site dédié publié par Météo-France en novembre 2022.

## Urbanisme

### Typologie
Au 1er janvier 2024, Beauvilliers est catégorisée commune rurale à habitat très dispersé, selon la nouvelle grille communale de densité à sept niveaux définie par l'Insee en 2022.
Elle est située hors unité urbaine. Par ailleurs la commune fait partie de l'aire d'attraction d'Avallon, dont elle est une commune de la couronne,. Cette aire, qui regroupe 74 communes, est catégorisée dans les aires de moins de 50 000 habitants,.

### Occupation des sols
L'occupation des sols de la commune, telle qu'elle ressort de la base de données européenne d’occupation biophysique des sols Corine Land Cover (CLC), est marquée par l'importance des territoires agricoles (89,6 % en 2018), une proportion identique à celle de 1990 (89,6 %). La répartition détaillée en 2018 est la suivante : 
prairies (75,3 %), forêts (10,4 %), zones agricoles hétérogènes (7,9 %), terres arables (6,4 %). L'évolution de l’occupation des sols de la commune et de ses infrastructures peut être observée sur les différentes représentations cartographiques du territoire : la carte de Cassini (XVIIIe siècle), la carte d'état-major (1820-1866) et les cartes ou photos aériennes de l'IGN pour la période actuelle (1950 à aujourd'hui).

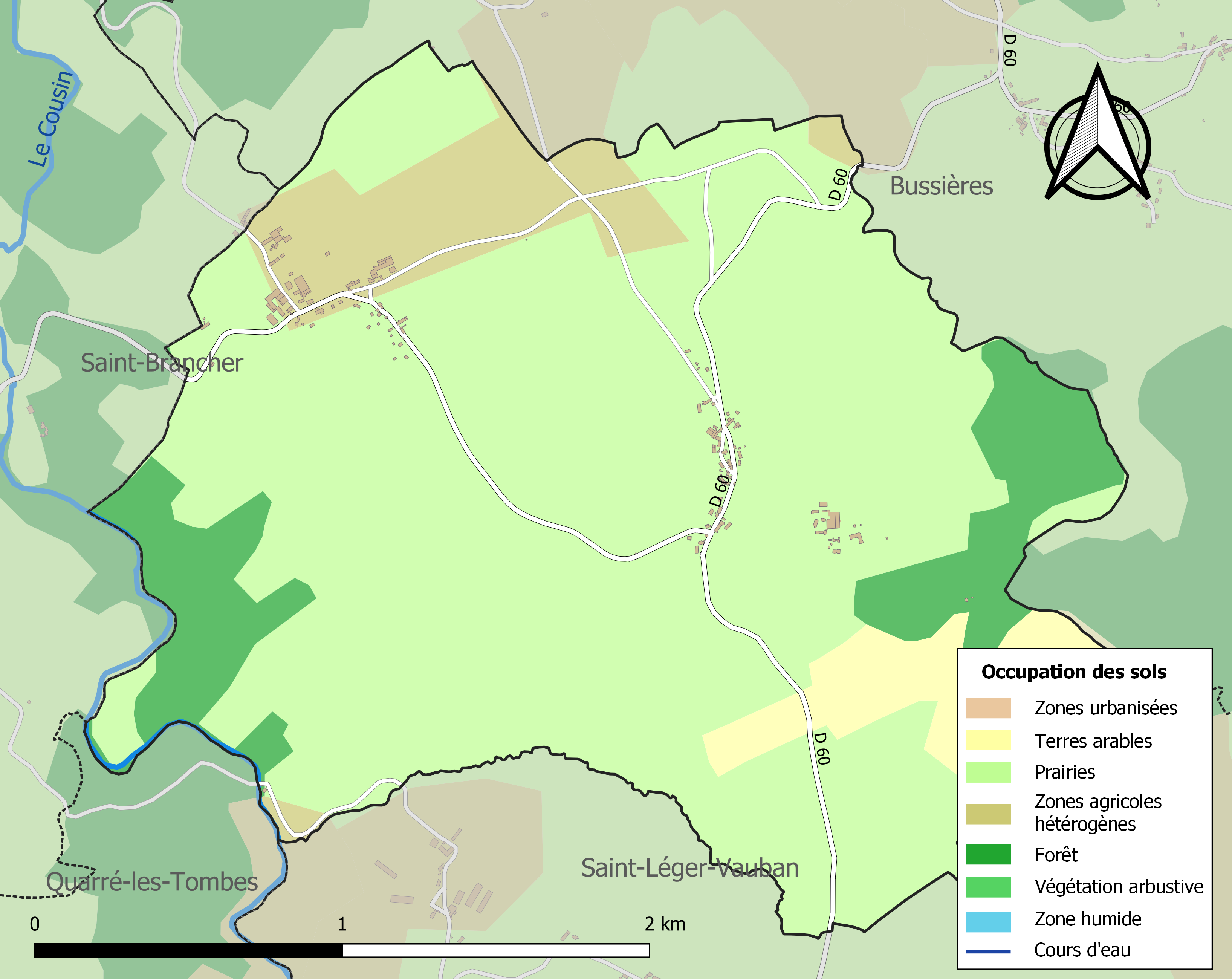
Carte des infrastructures et de l'occupation des sols de la commune en 2018 (CLC).

## Histoire
Autrefois, au XIIe siècle, Bellovillare était rattaché à Saint-Léger-de-Fourcheret. La fête patronale est le 15 août, jour de l'Assomption.

## Politique et administration
| Période | Période  | Identité           | Étiquette | Qualité                   |
| ------- | -------- | ------------------ | --------- | ------------------------- |
| 1947    | 1953     | Paul Dubeaupuits   |           |                           |
| 1953    | 1956     | Eugène Rouzaut     |           |                           |
| 1956    | 1989     | Valentin Boussenat |           |                           |
| 1989    | En cours | Dominique Hudry    | DVD       | Ancien conseiller général |

## Démographie
L'évolution du nombre d'habitants est connue à travers les recensements de la population effectués dans la commune depuis 1793. Pour les communes de moins de 10 000 habitants, une enquête de recensement portant sur toute la population est réalisée tous les cinq ans, les populations de référence des années intermédiaires étant quant à elles estimées par interpolation ou extrapolation. Pour la commune, le premier recensement exhaustif entrant dans le cadre du nouveau dispositif a été réalisé en 2007.

En 2022, la commune comptait 71 habitants, en évolution de −14,46 % par rapport à 2016 (Yonne : −1,95 %, France hors Mayotte : +2,11 %).
| 1793 | 1800 | 1806 | 1821 | 1831 | 1836 | 1841 | 1846 | 1851 |
| ---- | ---- | ---- | ---- | ---- | ---- | ---- | ---- | ---- |
| 201  | 194  | 201  | 237  | 230  | 230  | 230  | 237  | 229  |

| 1856 | 1861 | 1866 | 1872 | 1876 | 1881 | 1886 | 1891 | 1896 |
| ---- | ---- | ---- | ---- | ---- | ---- | ---- | ---- | ---- |
| 206  | 223  | 249  | 233  | 216  | 243  | 241  | 237  | 264  |

| 1901 | 1906 | 1911 | 1921 | 1926 | 1931 | 1936 | 1946 | 1954 |
| ---- | ---- | ---- | ---- | ---- | ---- | ---- | ---- | ---- |
| 229  | 208  | 186  | 185  | 175  | 159  | 141  | 151  | 112  |

| 1962 | 1968 | 1975 | 1982 | 1990 | 1999 | 2006 | 2007 | 2012 |
| ---- | ---- | ---- | ---- | ---- | ---- | ---- | ---- | ---- |
| 127  | 120  | 88   | 74   | 90   | 88   | 92   | 93   | 98   |

| 2017 | 2022 | - | - | - | - | - | - | - |
| ---- | ---- | - | - | - | - | - | - | - |
| 76   | 71   | - | - | - | - | - | - | - |

## Lieux et monuments
- Église Notre-Dame du XVe siècle, était autrefois attachée pour le spirituel à la paroisse de Bussières.
- Château de Grésigny du XVIIe siècle, résidence de Jules Roy.
- Métairie de Courtemel ou Courtemeau, remaniée en 1564.
- Manoir de Montchanin, demeure seigneuriale.

## Pour approfondir